# Dmytro Kocjubajlo
Dmytro Ivanovyč Kocjubajlo (in ucraino Дмитро́ Іва́нович Коцюба́йло?; nome di battaglia "Da Vinci"; Zadnistrjans'ke, 1º novembre 1995 – Bachmut, 7 marzo 2023) è stato un militare ucraino comandante del 1º Battaglione d'assalto della 67ª Brigata meccanizzata delle Forze armate dell'Ucraina e leader dell'organizzazione di estrema destra Pravyj Sektor.
Il 30 novembre 2021 il presidente Volodymyr Zelens'kyj ha conferito a Kocjubajlo il titolo di Eroe dell'Ucraina, la più alta onorificenza del Paese, assegnata per la prima volta a un volontario ancora in vita. Nel 2022 è stato inserito tra i 30 under 30: Faces of the Future di Forbes. Nel marzo 2023 è stato ucciso nella battaglia di Bachmut durante la guerra russo-ucraina.

## Biografia
Dmytro Kocjubajlo è nato il 1° novembre 1995 nel villaggio di Zadnistrjans'ke, nell'oblast' di Ivano-Frankivs'k. Ha studiato presso la scuola secondaria di Bovšivka e al liceo artistico di Ivano-Frankivs'k. Suo bisnonno è stato un soldato dell'Esercito insurrezionale ucraino.

### Euromaidan e guerra del Donbass
Ha partecipato attivamente a Euromaidan nel 2013-2014. Ha combattuto nella guerra del Donbass, prestando servizio come comandante di un plotone di volontari nel 2014 e come comandante di compagnia nel 2015. Nel 2014 è stato ferito a Pisky, nell'oblast' di Donec'k, ed è tornato al fronte dopo essersi ripreso. Il 17 marzo 2016 è stato nominato comandante della 1ª Compagnia d'assalto "Lupi da Vinci", formata da volontari provenienti da Pravyj Sektor, che ha preso il nome proprio dal nome di battaglia di Kocjubajlo.

### Invasione russa dell'Ucraina
Con l'inizio dell'invasione russa dell'Ucraina del 2022 l'unità di Kocjubajlo ha preso parte ai combattimenti nei pressi di Ščastja. Durante la primavera del 2022 la compagnia è stata espansa, diventando il 1º Battaglione d'assalto della 67ª Brigata meccanizzata.

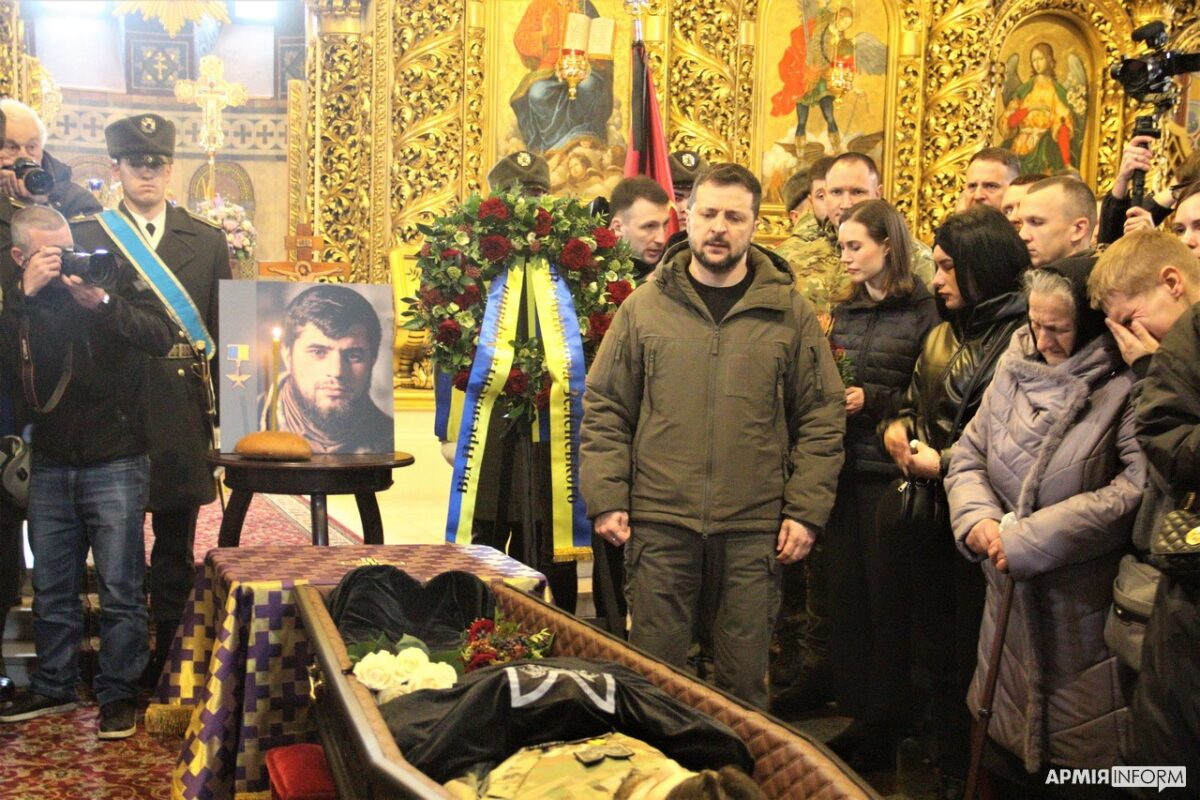
Volodymyr Zelens'kyj e Sanna Marin al suo funerale.

Il 7 marzo 2023, Kotsiubailo è stato ucciso durante la battaglia di Bachmut. Il presidente ucraino Volodymyr Zelens'kyj ha dichiarato: "Oggi, 'Da Vinci', un Eroe dell'Ucraina, un volontario, un uomo-simbolo, un uomo di coraggio, Dmytro Kocjubajlo, è stato ucciso in azione. Un combattente della 67ª Brigata meccanizzata autonoma, un comandante. È morto in battaglia vicino a Bachmut, nella battaglia per l'Ucraina".
Al funerale di Kocjubajlo hanno presenziato il presidente ucraino e la prima ministra finlandese Sanna Marin. Kocjubajlo è stato sepolto nella tomba di Askold.

## Eredità
Il 1º luglio 2023 il 1º Battaglione della 67ª Brigata meccanizzata è stato ufficialmente intitolato a Dmytro Kocjubajlo.
Il 20 dicembre 2023 il consiglio comunale di Dnipro ha rinominato una parte del viale centrale della città in onore di Kocjubajlo. Il 18 gennaio 2024 il consiglio comunale di Kiev ha rinominato una piazza del distretto di Pečers'k di Kiev in suo onore. Il 20 maggio 2024 il consiglio comunale di Poltava ha rinominato una strada della città in onore di Kocjubajlo.